# 텍사스 전기톱 연쇄살인사건 3D
《텍사스 전기톱 연쇄살인사건 3D》(영어: Texas Chainsaw 3D, 영상 속에서 영어: Texas Chainsaw로 표기)는 미국에서 제작된 존 레슨홉 감독의 2013년 3D 슬래셔 영화이다. 텍사스 전기톱 연쇄살인사건 시리즈 일곱 번째 작품이며 1974년 영화 《텍사스 전기톱 학살》의 직접적인 속편 역할을 한다. 알렉산드라 다다리오 등이 출연하였다.
이 영화는 2013년 1월 4일 개봉되었으며 비평가들로부터 부정 평가를 받았다.

## 출연
- 알렉산드라 다다리오
- 댄 예이거
- 트레이 송즈
- 스콧 이스트우드
- 타니아 레이먼드
- 숀 시포스
- 케럼 멀리키산체즈
- 폴 레이
- 톰 배리
- 리처드 릴리
- 빌 모즐리
- 군나르 한센
- 수 록
- 리치 몽고메리
- 매릴린 번스
- 도디 L. 브라운